# Radio y Televisión de Portugal
La Radio y Televisión de Portugal (en portugués: Rádio e Televisão de Portugal), más conocida por las siglas RTP, es la empresa de radiodifusión pública de Portugal.
La compañía fue fundada en 2004 para aglutinar los medios de comunicación públicos nacionales, dentro de una reorganización que sirvió además para reforzar la labor de servicio público. Antes de ese año, la radio (Radiodifusão Portuguesa, RDP) y la televisión (Radiotelevisão Portuguesa, RTP) eran empresas independientes entre sí.
Actualmente RTP gestiona cuatro canales de televisión —RTP1, RTP2, RTP3 y RTP Memória—, tres emisoras de radio nacional —Antena 1, Antena 2 y Antena 3—, centros regionales, un sitio web, un servicio de transmisión por Internet —RTP Play— y un servicio internacional tanto para la comunidad portuguesa —RTP Internacional— como para los estados lusófonos de África —RTP África—.
RTP es miembro fundador de la Unión Europea de Radiodifusión (UER) y miembro de la Organización de Telecomunicaciones Iberoamericanas (OTI).

## Historia

### Nacimiento

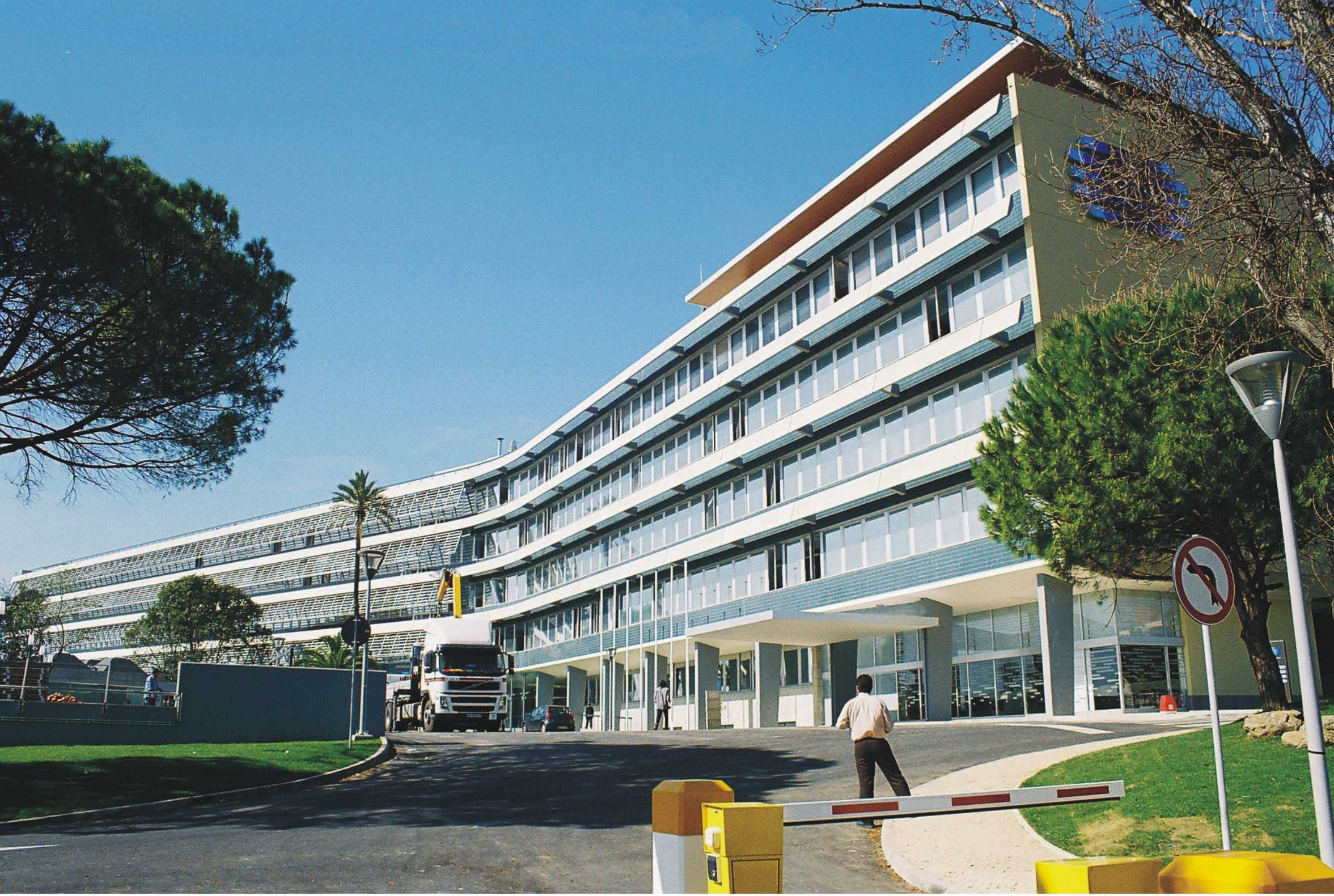
Sede de RTP en Cabo Ruivo (Lisboa).

Los orígenes de la radio pública en Portugal se remontan a 1930, cuando el gobierno concedió a la empresa Correios, Telégrafos e Telefones (CTT) las emisiones en pruebas de onda media y onda corta. Cinco años después, el 1 de agosto de 1935, se iniciaron las emisiones regulares de Emissora Nacional de Radiodifusão, más conocida como Emissora Nacional. Durante sus primeros años dependió de CTT, hasta que en 1940 se convirtió en una empresa estatal y expandió sus emisiones a toda la Portugal continental. Fue además uno de los 23 miembros fundadores de la Unión Europea de Radiodifusión, creada en 1950.
El desarrollo de la televisión no tuvo lugar hasta 1955, cuando el gobierno constituyó la empresa Radiotelevisão Portuguesa (RTP). El grupo era una sociedad anónima independiente de la radio, con capital tripartito entre el Estado, emisoras de radiodifusión privadas e inversores particulares. RTP inició sus emisiones experimentales en VHF el 4 de septiembre de 1956, en los estudios de Feira Popular (Lisboa), y puso en marcha las regulares el 7 de marzo de 1957, con cobertura para el 65% de la población. Su ingreso en la UER se produjo en 1959.
En el tiempo que duró el Estado Novo, la radio y televisión portuguesas eran medios estatales controlados por las dictaduras de Salazar y Caetano. A mediados de los años 1960 la cobertura de televisión llegó a todo el territorio, y el 25 de diciembre de 1968 se inauguró el segundo canal RTP2 en el UHF. A su vez, RTP puso en marcha dos servicios regionales en los archipiélagos de Madeira (1 de octubre de 1972) y Azores (10 de agosto de 1975).

### Revolución de los Claveles
Después de que se produjera la revolución de los Claveles en 1974, la radiodifusión pública lusa cambió por completo. Todas las emisoras de radio fueron nacionalizadas —excepto Rádio Renascença y algunas estaciones locales— y se creó la «Empresa Pública de Radiodifusión» —Radiodifusão Portuguesa, RDP— para aglutinarlas. Dos años después, el nuevo gobierno decretó que RDP debía prestar un servicio público con cuatro canales nacionales, tres regionales para península —RDP Norte, RDP Centro y RDP Sul— y dos exclusivos para los archipiélagos —RDP Madeira y RDP Açores—, mientras las emisoras nacionalizadas volverían a manos privadas. En 1979 se creó Rádio Comercial, que competiría en el mercado publicitario con los operadores comerciales.
En el caso de la televisión, RTP también fue nacionalizada y transformada en empresa pública el 2 de diciembre de 1975. Ese año realizó sus primeras emisiones en color con motivo de las elecciones constituyentes, pero la crisis política y económica del país provocó retrasos en su implantación definitiva hasta el 7 de marzo de 1980.

### Situación actual
La década de 1990 deparó cambios en los medios públicos, con la liberalización impulsada por la administración de Cavaco Silva. La radio portuguesa se reestructuró, Rádio Comercial fue privatizada y se eliminó la publicidad en todas las radios. Además, la irrupción de la televisión privada (SIC en 1992) acabó con el monopolio de RTP en el mercado. Tanto RDP como RTP se convirtieron en sociedades anónimas con capital exclusivamente público, y ambas perdieron influencia por la entrada de nuevos competidores.
RTP y RDP fueron fusionadas en 2004 para crear una empresa estatal, llamada Rádio e Televisão de Portugal (RTP), con un nuevo modelo económico y un cambio de programación e imagen corporativa. Esto concluyó la reestructuración de los medios audiovisuales públicos. El 31 de marzo de 2004 se inauguraron los nuevos estudios en Cabo Ruivo, cerca del Parque de las Naciones en Lisboa.
En 2011, el primer ministro de Portugal, Pedro Passos Coelho, quiso privatizar la radiotelevisión pública como una de las soluciones a la crisis de deuda que sufría el país. Al principio se propuso vender uno de los dos canales principales a un operador privado, y dejar el otro bajo control estatal y sin publicidad. También se habían estudiado otras fórmulas, como la venta de una participación del 49%. Finalmente, la privatización quedó descartada y se ha optado por la reestructuración de la empresa.
RTP fue la organizadora del Festival de la Canción de Eurovisión 2018, gracias a la victoria de Salvador Sobral con la canción Amar pelos dois.

## Organización

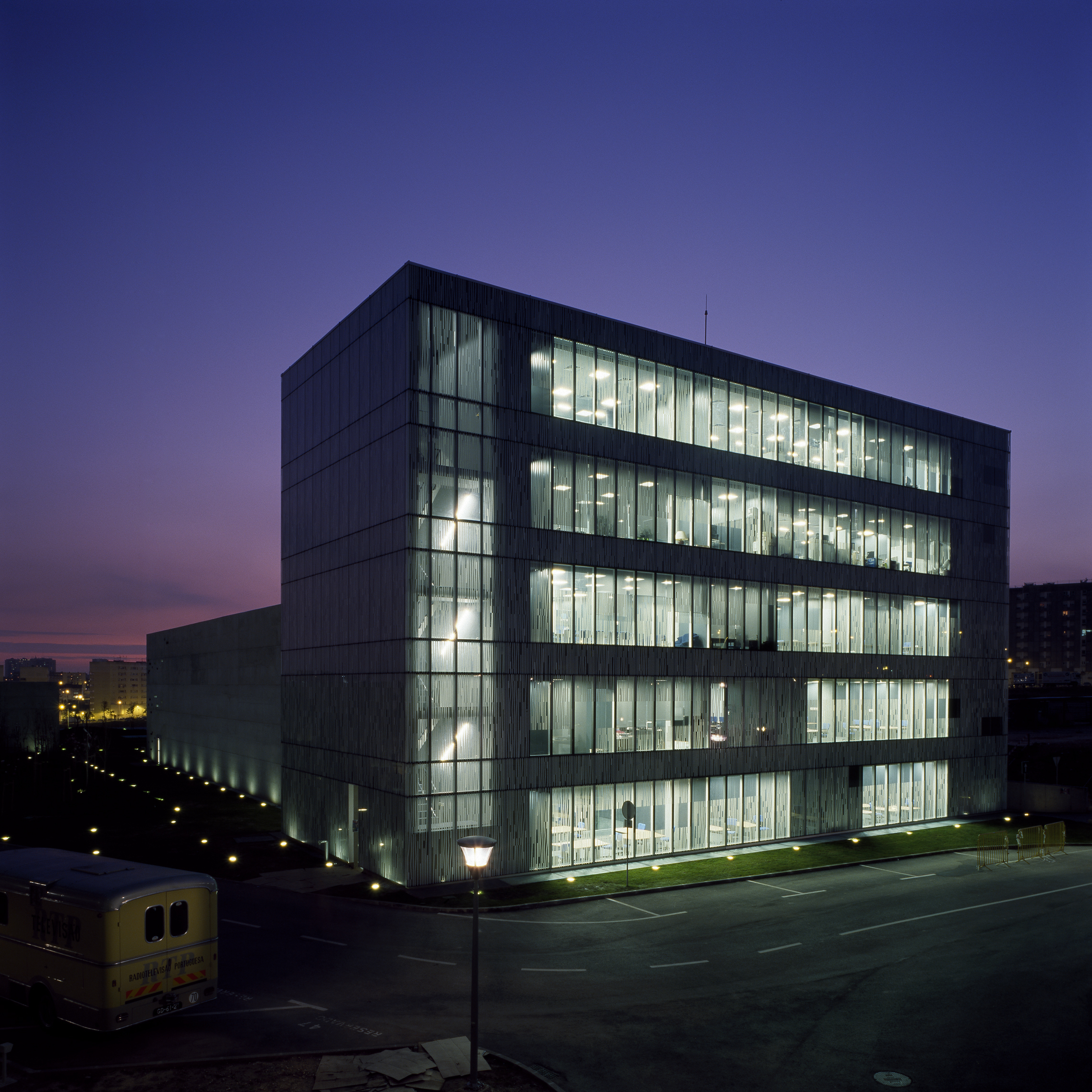
Centro de Producción en Lisboa.

RTP es una empresa pública propiedad del estado portugués, con vocación de servicio público. Sus objetivos están fijados en la ley audiovisual y en el contrato de concesión del servicio público.
El Consejo de Administración es el principal órgano ejecutivo de RTP. Por debajo se encuentran las diferentes direcciones generales de radio y televisión. Otros órganos de gestión son el Consejo Fiscal, que controla el gasto presupuestario, y el Consejo de Opinión, con representantes de las asociaciones sociales.
La labor administrativa es supervisada por el Consejo General Independiente (CGI), creado en 2014 para velar por la independencia de los medios públicos. Entre otras medidas, el CGI define la estrategia de la empresa para cumplir las obligaciones del servicio público y propone a los componentes del consejo de administración. Está formado por seis miembros: dos nombrados por el gobierno (incluyendo su presidente), dos por el consejo de opinión, y dos independientes. Su mandato es de seis años. El gobierno tiene la última palabra para aceptar o rechazar las decisiones del CGI.

### Financiación
RTP tiene tres vías de financiación: aportaciones directas del estado portugués en los presupuestos, publicidad en televisión y un impuesto directo cobrado en la factura de la luz, llamado Contribuição Audiovisual (tasa de contribución audiovisual).
Las radios no pueden emitir anuncios. En cuanto a la televisión, RTP1 es la única que puede competir en el mercado publicitario con la televisión privada, mientras que en RTP2 y RTP3 está prohibido: sólo ofrecen publicidad institucional o de asociaciones adscritas al canal. Las regionales RTP Açores y RTP Madeira pueden emitir publicidad aunque está limitada. Desde 1983 hasta 1996, la venta de publicidad estaba controlada y gestionada por un grupo independiente, Rádio Televisão Comercial.

## Servicios

### Radio
La radio pública tiene sede en Lisboa y centros regionales en Oporto, Coímbra, Faro, Ponta Delgada (Azores) y Funchal (Madeira). Las siguientes cadenas son de cobertura nacional:
- Antena 1: Emisora generalista con información y programas de entretenimiento. Fundada el 4 de agosto de 1935. Existen dos versiones con desconexiones regionales para los archipiélagos de Azores (Antena 1 Açores) y Madeira (Antena 1 Madeira).
- Antena 2: Emisora especializada en artes y música clásica. Fundada el 2 de mayo de 1948.
- Antena 3: Emisora juvenil, con música alternativa y promoción de nuevas tendencias. Fundada el 26 de abril de 1994. Existe una versión con desconexión regional para el archipiélago de Madeira (Antena 3 Madeira)

Las siguientes emisoras temáticas solo pueden escucharse en DAB y a través de internet:
- Rádio ZigZag: Emisora de radio infantil.
- Antena 1 Memoria: Servicio de archivo de RDP.
- Antena 1 Lusitânia: Emisora especializada en música portuguesa de los últimos cincuenta años.
- Antena 1 Fado: Emisora especializada en fados.
- Antena 1 Vida: Servicio complementario de Antena 1.
- Antena 2 Opera: Emisión de ópera.
- Antena 2 Jazzin: Emisión de jazz.

Por otro lado gestiona dos servicios internacionales, disponibles vía satélite, en DAB y en internet:
- RDP Internacional (Radio Portugal): Desde 1936 emite informativos, música y entretenimiento para la diáspora portuguesa.
- RDP África: Emisora con información para los países africanos de lengua portuguesa. Disponible también en FM. Fue fundada en 1998.

### Televisión
| Logo                                              | Canal                                | Inicio de transmisiones            | Formato de imagen            |
| ------------------------------------------------- | ------------------------------------ | ---------------------------------- | ---------------------------- |
| File:RTP1 2016.png                                | RTP1 Canal generalista.              | 7 de marzo de 1957 (68 años)       | HD Disponible también en SD. |
| File:RTP2 logo 2016.svg                           | RTP2 Canal de cultura e infantil.    | 25 de diciembre de 1968 (56 años)  | HD Disponible también en SD. |
| File:RTP3 logo.svg                                | RTP3 Canal de noticias.              | 15 de octubre de 2001 (23 años)    | SD                           |
| File:RtpMemoria positivo horiz RGB.png            | RTP Memória Canal generalista.       | 4 de octubre de 2004 (20 años)     | SD                           |
| File:RTP Açores 2016 (Reduced Version).svg        | RTP Açores Canal regional.           | 10 de septiembre de 1975 (49 años) | SD                           |
| File:Futuro logótipo da RTP Madeira.jpg           | RTP Madeira Canal regional.          | 1 de octubre de 1972 (52 años)     | SD                           |
| File:RTP Internacional 2016 (Reduced Version).svg | RTP Internacional Canal generalista. | 10 de junio de 1992 (33 años)      | SD                           |
| File:RTP África 2016 (Reduced Version).svg        | RTP África Canal generalista.        | 7 de enero de 1998 (27 años)       | SD                           |

### Internet
RTP cuenta con un servicio de transmisión en directo y video bajo demanda, «RTP Play», que agrupa toda la oferta digital de la empresa. Además de ofrecer el contenido de los distintos canales de radio y televisión, cuenta con su propia oferta de programas originales y exclusivos.